# Hypsolyrium aleurites
Hypsolyrium aleurites är en insektsart som beskrevs av Yuan och Gao. Hypsolyrium aleurites ingår i släktet Hypsolyrium och familjen hornstritar. Inga underarter finns listade i Catalogue of Life.